# Marc Bazin
Marc Louis Bazin (ur. 6 marca 1932 w Saint-Marc, zm. 16 czerwca 2010 w Port-au-Prince) – haitański polityk, minister finansów i gospodarki w okresie dyktatury Jeana-Claude Duvaliera, od 19 czerwca 1992 do 30 sierpnia 1993 r., sprawował funkcję premiera, a od 19 czerwca 1992 do 15 sierpnia 1993 r., funkcję tymczasowego prezydenta Haiti.

## Życiorys
W 1990 r., wziął udział w pierwszych wolnych wyborach prezydenckich na Haiti zdobywając 14% głosów i przegrywając Jeanem-Bertrandem Aristide, który zdobył 67% poparcia. Jednak 9 miesięcy później 29 września 1991 r., doszło do wojskowego zamachu stanu i Aristide został pozbawiony władzy. Ostatecznie władza w państwie przypadła Bazinowi powołanemu przez władze wojskowe, który zrezygnował 8 czerwca 1993 r.
Kandydował również w wyborach prezydenckich w 2006 r., ale zebrał jedynie 0,68% poparcia.